# Sputnik 5
Korabl-Sputnik 2 (en ruso: Корабль-Спутник 2 que significa Barco Satélite 2), también conocido como Vostok-1K No.2 e incorrectamente como Sputnik 5 en Occidente, fue un satélite artificial Soviético y el tercer vuelo de prueba del cohete lanzadera Vostok. Fue el primer vuelo espacial en enviar animales a la órbita terrestre y que pudo regresarlos sanos y salvos hacia la Tierra. Fue lanzado en el 19 de agosto de 1960, y creó los cimientos para el primer vuelo orbital para humanos, Vostok 1, que fue lanzado unos ocho meses más tarde, en el cual participó el cosmonauta soviético Yuri Gagarin.

## Antecedentes
Korabl-Sputnik 2 fue el segundo intento de lanzar una cápsula Vostok con perros a bordo, ya que el primer intento (Korabl-Sputnik 1) el 28 de julio no fue exitoso cuando el Bloque secundario "G" se quebró e incendió en una de las cámaras de combustión, seguido por una falla de la primera etapa del cohete 19 segundos después del lanzamiento. El vehículo de lanzamiento se desintegró, el resto de los elementos se separaron y volaron en direcciones aleatorias. El Bloque Primario "I" continuó en su trayectoria hasta que estuvo lo suficientemente lejos para ser destruido de forma segura a través de un comando remoto luego de 28 segundos.
La cápsula Vostok pudo salvarse de la explosión en la primera etapa, pero los perros murieron debido al impacto contra el suelo. Lisichka y Chayka es el nombre de las dos perritas que murieron. Hasta el mismísimo ingeniero jefe Serguéi Koroliov se mostró desolado por la pérdida. Antes del lanzamiento, era habitual ver a Korolyov jugando con Lisichka en el cosmódromo. Se cree la cámara de combustión se desintegró debido a vibraciones longitudinales. Esto creó un problema considerable porque se suponía que estaba corregido, ya que afectaba a todos los lanzamientos anteriores a la serie de cohetes lanzadera  Vostok L 8K72.

## Tripulación
Llevaba a bordo a los perros Belka y Strelka, 40 ratones, 2 ratas y una variedad de plantas. La nave regresó a la Tierra al día siguiente y todos los animales fueron recuperados sanos.
| Predecesor: Sputnik 4 | Programa Sputnik 1960 | Sucesor: Sputnik 6 |